# Falslev Sogn
Falslev Sogn var et sogn i Hobro-Mariager Provsti i Århus Stift. 15. august 2011 blev sognet lagt sammen med Vindblæs Sogn til Falslev-Vindblæs Sogn. Sognet havde i 2011 1811 indbyggere.
I 1800-tallet var Vindblæs Sogn anneks til Falslev Sogn. Falslev hørte til Onsild Herred, Vindblæs til Gjerlev Herred, begge i Randers Amt. Falslev-Vindblæs sognekommune blev ved kommunalreformen i 1970 indlemmet i Mariager Kommune, som ved strukturreformen i 2007 indgik i Mariagerfjord Kommune.
I Falslev Sogn ligger Falslev Kirke fra Middelalderen og Assens Kirke fra 1923.
I sognet findes følgende autoriserede stednavne:
- Assens (bebyggelse, ejerlav)
- Cimbria (bebyggelse)
- Falslev (bebyggelse, ejerlav)
- Falslev Hede (bebyggelse)
- Falslev Mark (bebyggelse)
- Simonshøj (bebyggelse)
- Skarodde (areal)
- Slesvig (bebyggelse)